# 迈顿 (犹他州)
迈顿（英文：Myton），是美国犹他州杜申县下属的一座城市。建市于 1905年，面积大约为1.02平方英里（2.6平方公里），海拔约为5,085英尺（1,550米）。根据2010年美国人口普查，该市有人口569人。